# Jack Unterweger
Johann Jack Unterweger (16 août 1950 à Judenburg - 29 juin 1994 à Graz) est un tueur en série autrichien. Condamné à perpétuité pour un meurtre commis en 1974, il est libéré en 1990, exemple alors d'une rédemption en prison. Il devient auteur et journaliste et acquiert une certaine célébrité en Autriche. Mais il assassine plusieurs prostituées dans ce pays, ainsi qu'en Tchécoslovaquie et aux États-Unis,,, toutes étranglées (ce qui lui vaudra le surnom d'« l’Étrangleur de Vienne » par la presse). Il se suicide en prison le soir de sa nouvelle condamnation à perpétuité.

## Biographie

### Jeunesse et premiers délits
Jack Unterweger naît le 16 août 1950, à Judenburg, dans le land de Styrie dans le sud-est de l'Autriche. Il est le fils de Theresia Unterweger, barmaid que certaines sources décrivent également comme prostituée, et d'un père inconnu, peut-être l'officier militaire américain Frank M. Van Blarcom, que sa mère aurait rencontré à Trieste en Italie. 
Sa mère est condamnée pour fraude pendant sa grossesse et de nouveau condamnée après sa naissance. Jack Unterweger est confié un temps à ses grands-parents. Peu éduqué et vivant dans la pauvreté, il bascule dans la délinquance à l'adolescence.
Entre 1966 et 1974, Unterweger est condamné et emprisonné plusieurs fois pour vol, braquage, cambriolage, enlèvement, et viol. 
En mai 1974, alors qu'il est détenu dans le cadre d'une affaire d'enlèvement, Unterweger tente de se suicider avec des drogues, mais il est secouru par les gardiens. Il est interné en psychiatrie, avant d'être libéré neuf jours plus tard.

### Premier meurtre connu
Le 11 décembre 1974, alors qu'il rend visite à une connaissance en Hesse, Unterweger et sa petite-amie se rendent chez Margaret Schäfer, 18 ans, la ligotent et l'enlèvent en lui volant son argent. Après avoir roulé plusieurs kilomètres, Unterweger s'arrête dans une forêt d'Ewersbach et frappe plusieurs fois la jeune fille au cou et à la tête à l'aide d'une tige d'acier, avant de la violer et de l'étrangler à mort, à l'aide de son soutien-gorge. Le couple abandonne le corps de la victime sur place et vole son manteau .
En janvier 1975, la police arrête la petite-amie d'Unterweger, qui accuse celui-ci du meurtre de Margaret. Unterweger est arrêté et reconnaît avoir tué la jeune fille, après qu'il ait été trouvé en possession du manteau de la victime. Il prétend alors avoir commis le meurtre dans un accès de rage. Déféré devant le juge, Unterweger, 24 ans, est mis en examen pour meurtre et placé en détention provisoire.
Après l'arrestation d'Unterweger, le policier August Schenner établit un rapprochement avec le meurtre de Marica Horvath, 23 ans, perpétré à Salzbourg, le 1er avril 1973. Unterweger ne sera cependant pas inculpé pour cette affaire, l'enquête n'ayant pas permis de rassembler de preuves suffisantes.
En octobre 1976, Unterweger est condamné à la réclusion criminelle à perpétuité pour le meurtre de Margaret Schäfer.

### Détention, rédemption supposée et reconnaissance littéraire
En prison, il apprend à lire, se cultive et se met à écrire poèmes et pièces de théâtre. Son roman autobiographique en 1982 (Fegefeuer oder die Reise ins Zuchthaus, traduit en Purgatoire : un voyage à la prison), qui raconte son crime et sa rédemption, devient un best-seller. Cette autobiographie est adaptée en téléfilm. Il publie ensuite d'autres romans dont Tobendes Ich, Worte als Brücke, Bagno, Endstation Zuchthaus, Kerkerzeit, Wenn Kinder Liebe leben, Va Banque, Reflexionen, Schrei der Angst et Mare Adriatico.
En 1985, une campagne pour sa grâce et une libération anticipée débute. Le président autrichien, Rudolf Kirchschläger refuse alors la pétition qui lui est présentée, évoquant la peine incompressible  de 15 ans de prison prononcée par la cour. Des écrivains, des artistes, des journalistes et des politiciens se mobilisent pour obtenir sa libération dont l'autrice et future prix Nobel de littérature en 2004 Elfriede Jelinek, l'écrivain allemand Günter Grass, Peter Huemer et l'éditeur du magazine autrichien de littérature Manuskripte, Alfred Kolleritsch.
De 1985 à 1989, Unterweger publie la revue littéraire Wort-Brücke, dont douze numéros ont été publiés. Parmi les principaux contributeurs figurent Elfriede Jelinek, Franz Kabelka et Andrea Wolfmayr.

### Libération et meurtres en série
Unterweger est libéré le 23 mai 1990, après avoir purgé la peine minimale requise de quinze ans de prison.
À l'époque de sa libération, son autobiographie est enseignée dans les écoles et ses histoires pour enfants racontées à la radio. Unterweger acquiert une certaine notoriété et est invité dans plusieurs programmes de télévision pour discuter de la réhabilitation de criminels. Il travaille comme reporter pour la radio publique autrichienne ORF. Il y fera des reportages sur les meurtres de prostituées dont il sera plus tard reconnu coupable,.
Entre septembre 1990 et mai 1991, il étrangle avec leur soutien-gorge plusieurs prostituées : Blanka Bockova en Tchécoslovaquie, et sept autres en Autriche (Brunhilde Masser, 39 ans, Heidi Hammerer, 31 ans, Elfriede Schrempf, 35 ans, Silvia Zagler, 23 ans, Sabine Moitzl, 25 ans, Karin Eroglu-Sladky, 25 ans et Regina Prem, 32 ans). 
En juin 1991, Unterweger est engagé par un magazine autrichien pour faire un reportage sur le crime à Los Angeles et les différences d'attitude envers la prostitution entre les États-Unis et l'Europe. Unterweger entre en contact avec la police de Los Angeles, et participe  à une patrouille dans le quartier chaud de la ville.
Durant le séjour d'Unterweger à Los Angeles, en juin et juillet 1991, trois prostituées (Shannon Exley, Irene Rodriguez et Peggy Booth) sont battues, violées avec des branches d'arbres et étranglées avec leur soutien-gorge mais l'enquête de la police ne mène nulle part.
En Autriche, la police commence à envisager le culpabilité d'Unteweger pour les huit meurtres de prostituées de 1990-91. Elle le met sous surveillance jusqu'à son départ aux États-Unis, bien que rien ne le relie encore formellement à ces affaires.

### Arrestation, condamnation et suicide
Revenu en Autriche, il joue de ses relations dans le milieu littéraire et médiatique et se pose en victime de l'acharnement policier. Les enquêteurs estiment pourtant avoir suffisamment d'éléments pour leur permettre une perquisition à son domicile, mais il s'enfuit en Suisse rejoindre sa maîtresse avant qu'il puisse être arrêté. Un mandat d'amener est lancé contre lui et il est pourchassé en Suisse, en France et aux États-Unis. Pendant sa cavale, il contacte les médias autrichiens et tente de les convaincre de son innocence.
Il est finalement arrêté avec sa compagne le 26 février 1992 à Miami par le FBI et placé en détention provisoire. À la suite des informations fournies par la police autrichienne, la police américaine envisage de l'inculper pour les meurtres des trois prostituées de Los Angeles. Mais, faute de preuves suffisantes, il est extradé. En Autriche, il est inculpé de onze meurtres dont celui de Prague et les trois de Los Angeles. 
Le procès d'Unterweger débute le 20 avril 1994 et dure deux mois. Le jury le déclare coupable de neuf des chefs d'inculpation par une majorité de six contre deux et il est condamné le 29 juin 1994 à la réclusion criminelle à perpétuité sans possibilité de réduction de peine.
La nuit suivante, il se suicide à la prison de Graz-Karlau (en) en se pendant avec une corde faite de lacets de chaussures et d'un lacet de pantalon de survêtement, utilisant le même type de nœud que celui dont s'est servi le meurtrier pour étrangler toutes les prostituées,,,.

## Filmographie
- 2015 : Jack (de), d'Elisabeth Scharang (de), rôle interprété par Johannes Krisch
- 2017 : Entering Hades, rôle interprété par Michael Fassbender.

## Documentaires télévisés
- « L'étrangleur de Vienne » dans Ces crimes qui ont choqué le monde sur Numéro 23, RMC Découverte et Investigation.
- « Jack Unterweger : l'étrangleur de Vienne » dans Portraits de criminels sur RMC Story et sur RMC Découverte.

## Émission radiophonique
- « Jack Unterweger, l'étrangleur de Vienne » le 14 février 2017 dans Hondelatte raconte de Christophe Hondelatte sur Europe 1.

## voir aussi